# Championnats d'Europe féminins de boxe amateur 2009
Navigation
Édition précédente Édition suivante
Les 7e championnats d'Europe de boxe amateur  féminins se sont déroulés du 15 au 20 septembre 2009 à Mykolaïv, Ukraine.
Organisées par l'European Boxing Confederation (EUBC), les compétitions se sont disputées dans 11 catégories de poids différentes.

## Résultats

### Podiums
| Catégories                  | Or                  | Argent                | Bronze                                 |
| Poids pailles (-46 kg)      | Svetlana Gnevanova  | Natalie Lungo-Vesenne | Oksana Shtakun Steluta Duta            |
| Poids mi-mouches (-48 kg)   | Jenny Hardingz      | Elena Savelyeva       | Monika Csik Lidia Ion                  |
| Poids mouches (-51 kg)      | Tetyana Kob         | Shirpa Nilsson        | Virginie Nave Sumeyra Kaya-Yazici      |
| Poids coqs (-54 kg)         | Karolina Michalczuk | Ivanna Krupenia       | Viktoria Usachenko Helena Falk         |
| Poids plumes (-57 kg)       | Sofya Ochigava      | Јuliјa Ciplakova      | Marzia Davide Nagehan Gul              |
| Poids légers (-60 kg)       | Katie Taylor        | Meryem Aslan Zeybek   | Denitsa Eliseyeva Oleksandra Sidorenko |
| Poids super-légers (-64 kg) | Gulsum Tatar        | Farida El Hadrati     | Yana Zavyalova Vera Slugina            |
| Poids welters (-69 kg)      | Lotte Lien          | Katarzyna Furmaniak   | Tatјana Ivashenko Gihade Lagmiry       |
| Poids moyens (-75 kg)       | Irina Sineckaјa     | Liliya Durnyeva       | Ulrike Brückner Anita Ducza            |
| Poids mi-lourds (-81 kg)    | Luminita Turcin     | Selma Yagci           | Maria Kovacs Desislava Lazarova        |
| Poids lourds (+81 kg)       | Nadezda Torlopova   | Semsi Yarali          | Raluca Chis Ina Savchenko              |

### Tableau des médailles
| Place | Pays              | Médaille d'or, Europe | Médaille d'argent, Europe | Médaille de bronze, Europe | Total |
| ----- | ----------------- | --------------------- | ------------------------- | -------------------------- | ----- |
| 1     | Russie            | 4                     | 1                         | 2                          | 7     |
| 2     | Ukraine           | 1                     | 3                         | 5                          | 9     |
| 3     | Turquie           | 1                     | 3                         | 2                          | 6     |
| 4     | Suède             | 1                     | 2                         | 1                          | 4     |
| 5     | Pologne           | 1                     | 1                         | 0                          | 2     |
| 6     | Roumanie          | 1                     | 0                         | 3                          | 4     |
| 7     | Irlande           | 1                     | 0                         | 0                          | 1     |
| 7     | Norvège           | 1                     | 0                         | 0                          | 1     |
| 9     | France            | 0                     | 1                         | 2                          | 3     |
| 10    | Hongrie           | 0                     | 0                         | 3                          | 3     |
| 11    | Bulgarie          | 0                     | 0                         | 2                          | 2     |
| 12    | Allemagne         | 0                     | 0                         | 1                          | 1     |
| 12    | Italie            | 0                     | 0                         | 1                          | 1     |
| Total | 13 pays médaillés | 11                    | 11                        | 22                         | 44    |